# Bianca Stagno Bellincioni
Bianca Stagno Bellincioni (Budapest, Àustria-Hongria, 23 de gener de 1888 - Milà, Itàlia, 17 de setembre de 1980) fou una cantant i actriu italiana.

## Biografia
Fou filla del tenor d'òpera Roberto Stagno i de la cantant Gemma Bellincioni i, com la seva mare, va cantar en la corda de soprano. Va actuar a Nàpols, Barcelona, Roma i Lisboa; també cantà el 1914 al Covent Garden de Londres les òperes de Puccini La Bohème i Manon Lescaut. Entre 1916 i 1943 va aparèixer com a actriu en gairebé trenta pel·lícules. El 1945 publicà a Milà el llibre Roberto Stagno i Gemma Bellincioni sobre els seus pares.
Al Gran Teatre del Liceu va debutar el 29 de gener de 1919 amb Pagliaci, de Ruggero Leoncavallo. Pocs dies més tard, a finals de febrer, va cantar al teatre de La Rambla l'òpera Madama Butterfly, de Puccini. Va actuar també a València, interpretant les òperes Thais i Manon, de Jules Massenet l'octubre de 1920, amb la companyia de Maria Llàcer i l'Orquestra Simfònica de Madrid. El mes següent la companyia, amb Bianca, va repetir representacions al Teatre Calderón de Valladolid.

## Filmografia (selecció)
- 1916: Il biricchino di Parigi
- 1916: Il malefico anello
- 1916: La laude della vita e la laude della morte
- 1917: A Santa Lucia
- 1917: La donna che non ebbe cuore
- 1917: Le nozze di Vittoria
- 1917: Lilly Pussy
- 1918: Il ferro
- 1918: Cenere e vampe
- 1918: Lolita